# Turdus hortulorum
El zorzal dorsigrís (Turdus hortulorum) es una especie de ave paseriforme de la familia de los túrdidos. Se distribuye ampliamente en el este de Asia.

## Distribución y hábitat
Su hábitat natural son los bosques templados. Es nativo de China, Hong Kong, Corea del Norte, Corea del Sur, Rusia y Vietnam, es vagante en Japón y Taiwán.
Está clasificado como de preocupación menor por la IUCN, debido a su amplia gama de distribución.